# 25. ceremonia wręczenia nagród Goya
25. ceremonia wręczenia hiszpańskich nagród filmowych Goya za rok 2010, odbyła się 13 lutego 2011 roku w Teatro Real w Madrycie. Nominacje do nagród zostały ogłoszone 11 stycznia 2011 roku, przez hiszpańskich aktorów, Jorge’a Sanza i Martę Eturę.
Gala wręczenia nagród została przeniesiona z Palacio Municipal de Congresos do Teatro Real z powodu jubileuszowego wręczenia nagród. Czerwony dywan został rozłożony na pobliskim Plaza de Oriente. Galę poprowadził podobnie jak w zeszłym roku Andreu Buenafuente.
Nominacje ogłoszono w 28 kategoriach, nagrodę honorową otrzymał reżyser i scenarzysta Mario Camus.
Tegorocznie najwięcej nominacji otrzymał film − Hiszpański cyrk Álexa de la Iglesia, który nominowano w piętnastu kategoriach. Obraz Czarny chleb Agustía Villaronga otrzymał czternaście nominacji. Oba filmy otrzymały nominacje m.in. za najlepszy film i dla najlepszego reżysera. Trzynaście nominacji otrzymał film Nawet deszcz w reżyserii Icíary Bollaín.
Najwięcej nagród − dziewięć − otrzymał film Czarny chleb w reżyserii Agustía Villaronga, który nagrodzony został w najważniejszych kategoriach: najlepszy ilm, reżyser i scenariusz adaptowany. Obraz poza tym otrzymał cztery nagrody aktorskie.
Po trzy nagrody odebrali twórcy filmów Nawet deszcz oraz Pogrzebany. Obraz Hiszpański cyrk pomimo piętnastu nominacji otrzymał tylko dwie nagrody.
Nagrodę dla najlepszego aktora po raz czwarty odebrał Javier Bardem za rolę w filmie Biutiful. Najlepszą aktorką uznano Norę Navas i jej rolę w Czarny chleb.

## Laureaci i nominowani
Laureaci nagród wyróżnieni są wytłuszczeniem

### Najlepszy film
- Isona Passola − Czarny chleb
  - Gerardo Herrero i Mariela Besuievski − Hiszpański cyrk
  - Alejandro Miranda i Adrián Guerra − Pogrzebany
  - Juan Gordon − Nawet deszcz

### Najlepsza reżyseria
- Agustí Villaronga − Czarny chleb
  - Álex de la Iglesia − Hiszpański cyrk
  - Rodrigo Cortés − Pogrzebany
  - Icíar Bollaín − Nawet deszcz

### Najlepszy debiut reżyserski
- David Pinillos − Bon Appétit!
  - Emilio Aragón − Papierowe ptaki
  - Juana Macías − Teraz i tu
  - Jonás Trueba − Wszystkie piosenki są o mnie

### Najlepszy scenariusz oryginalny
- Chris Sparling − Pogrzebany
  - Álex de la Iglesia − Hiszpański cyrk
  - Alejandro González Iñárritu, Armando Bó i Nicolás Giacobone − Biutiful
  - Paul Laverty − Nawet deszcz

### Najlepszy scenariusz adaptowany
- Agustí Villaronga − Czarny chleb
  - Jordi Cadena − Elisa K
  - Julio Medem − Noc w Rzymie
  - Ramón Salazar − Trzy metry nad niebem

### Najlepszy aktor
- Javier Bardem − Biutiful
  - Antonio de la Torre − Hiszpański cyrk
  - Ryan Reynolds − Pogrzebany
  - Luis Tosar − Nawet deszcz

### Najlepszy aktor drugoplanowy
- Karra Elejalde − Nawet deszcz
  - Eduard Fernández − Biutiful
  - Álex Angulo − Wielki Vázquez
  - Sergi López − Czarny chleb

### Najlepszy debiutujący aktor
- Francesc Colomer − Czarny chleb
  - Manuel Camacho − Wśród wilków
  - Juan Carlos Aduviri − Nawet deszcz
  - Oriol Vila − Wszystkie piosenki są o mnie

### Najlepsza aktorka
- Nora Navas − Czarny chleb
  - Elena Anaya − Noc w Rzymie
  - Emma Suárez − Moskitiera
  - Belén Rueda − Oczy Julii

### Najlepsza aktorka drugoplanowa
- Laia Marull − Czarny chleb
  - Terele Pávez − Hiszpański cyrk
  - Ana Wagener − Biutiful
  - Pilar López de Ayala − Lope

### Najlepsza debiutująca aktorka
- Marina Comas − Czarny chleb
  - Carolina Bang − Hiszpański cyrk
  - Natasha Yarovenko − Noc w Rzymie
  - Aura Garrido − Teraz i tu

### Najlepszy film europejski
- Jak zostać królem, reż. Tom Hooper
  -  Autor widmo, reż. Roman Polański
  -  Biała wstążka, reż. Michael Haneke
  -  Prorok, reż. Jacques Audiard

### Najlepszy zagraniczny film hiszpańskojęzyczny
- Życie ryb, reż. Matías Bize
  -  El infierno, reż. Luis Estrada
  -  Sąsiad, reż. Mariano Cohn i Gastón Duprat
  -  Pod prąd, reż. Javier Fuentes-León

### Najlepsza muzyka
- Alberto Iglesias − Nawet deszcz
  - Roque Baños − Hiszpański cyrk
  - Gustavo Santaolalla − Biutiful
  - Víctor Reyes − Pogrzebany

### Najlepsza piosenka
- Que El Soneto Nos Tome Por Sorpresa z filmu Lope – Jorge Drexler
  - In The Lap of The Mountain z filmu Pogrzebany – Víctor Reyes i Rodrigo Cortés
  - Loving Strangers z filmu Noc w Rzymie – Russian Red
  - No Se Puede Vivir Con Un Franco z filmu Papierowe ptaki – Emilio Aragón Álvarez

### Najlepsze zdjęcia
- Antonio Riestra − Czarny chleb
  - Kiko de la Rica − Hiszpański cyrk
  - Rodrigo Prieto − Biutiful
  - Eduard Grau − Pogrzebany

### Najlepszy montaż
- Rodrigo Cortés − Pogrzebany
  - Alejandro Lázaro − Hiszpański cyrk
  - Stephen Mirrione − Biutiful
  - Ángel Hernández Zoido − Nawet deszcz

### Najlepsza scenografia
- Ana Alvargonzález − Czarny chleb
  - Edou Hydallgo − Hiszpański cyrk
  - Brigitte Broch − Biutiful
  - César Macarrón − Lope

### Najlepsze kostiumy
- Tatiana Hernández − Lope
  - Paco Delgado − Hiszpański cyrk
  - Sonia Grande − Nawet deszcz
  - Mercè Paloma − Czarny chleb

### Najlepsza charakteryzacja i fryzury
- José Quetglas, Pedro Rodríguez i Nieves Sánchez Torres − Hiszpański cyrk
  - Karmele Soler i Paco Rodríguez − Nawet deszcz
  - Karmele Soler, Martín Trujillo Macías i Paco Rodríguez − Lope
  - Alma Casal i Satur Merino − Czarny chleb

### Najlepszy dźwięk
- Urko Garai, Marc Orts i James Muñoz − Pogrzebany
  - Charly Schmukler i Diego Garrido − Hiszpański cyrk
  - Emilio Cortés, Nacho Royo-Villanova i Pelayo Gutiérrez − Nawet deszcz
  - Dani Fontrodona, Fernando Novillo i Ricard Casals − Czarny chleb

### Najlepszy kierownik produkcji
- Cristina Zumárraga − Nawet deszcz
  - Yousaf Bhokari − Hiszpański cyrk
  - Edmon Roch Colom i Toni Novella − Lope
  - Aleix Castellón − Czarny chleb

### Najlepsze efekty specjalne
- Reyes Abades i Ferrán Piquer − Hiszpański cyrk
  - Gustavo Harry Farias i Juanma Nogales − Nawet deszcz
  - Raúl Romanillos i Marcelo Siqueira − Lope
  - Gabriel Paré i Álex Villagrasa − Pogrzebany

### Najlepszy film animowany
- Fernando Trueba, Javier Mariscal i Antonio Errando − Chico i Rita
  - Maite Ruiz de Austri − El tesoro del rey Midas
  - Álex Colls − Tulisie. Przygoda w słonecznej krainie
  - Antonio Zurera − Las aventuras de Don Quijote

### Najlepszy krótkometrażowy film animowany
- Pedro Solís − La bruxa
  - Clara Trénor − Exlibris
  - José Luis Quirós − La torre del tiempo
  - Sam − Vicenta

### Najlepszy film dokumentalny
- Carles Bosch − Bicicleta, cuchara, manzana
  - Sigfrid Monleón, Carlos Álvarez i Imanol Uribe − Ciudadano Negrín
  - Norberto López Amado i Carlos Carcas − How Much does Your Building Weigh, Mr. Foster?
  - Félix Fernández de Castro − María y yo

### Najlepszy krótkometrażowy film dokumentalny
- Ramón Margareto − Memorias de un cine de provincias
  - Verónica Vigil i José María Almela − El cine libertario: cuando las películas hacen historia
  - Juan Miralles − El pabellón alemán
  - Gaizka Urresti − Un dios que ya no ampara

### Najlepszy krótkometrażowy film fabularny
- María Reyes Arias − Una caja de botones
  - Luis Soravilla − Adiós papá, adiós mamá
  - César Esteban Alenda i José Esteban Alenda − Porządek rzeczy
  - Jorge Muriel i Miguel Romero − Zumo de limón

### Goya Honorowa
- Mario Camus (reżyser, scenarzysta)

## Podsumowanie ilości nominacji
(Ograniczenie do dwóch nominacji)
15: Hiszpański cyrk
14: Czarny chleb
13: Nawet deszcz
10: Pogrzebany
8: Biutiful
7: Lope
4: Noc w Rzymie
2: Wszystkie piosenki są o mnie, Teraz i tu, Papierowe ptaki

## Podsumowanie ilości nagród
(Ograniczenie do dwóch nagród)
9: Czarny chleb
3: Nawet deszcz, Pogrzebany
2: Hiszpański cyrk, Lope